# Mille Miglia

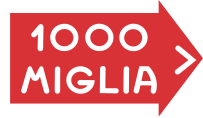
Drogowskaz Mille Miglia

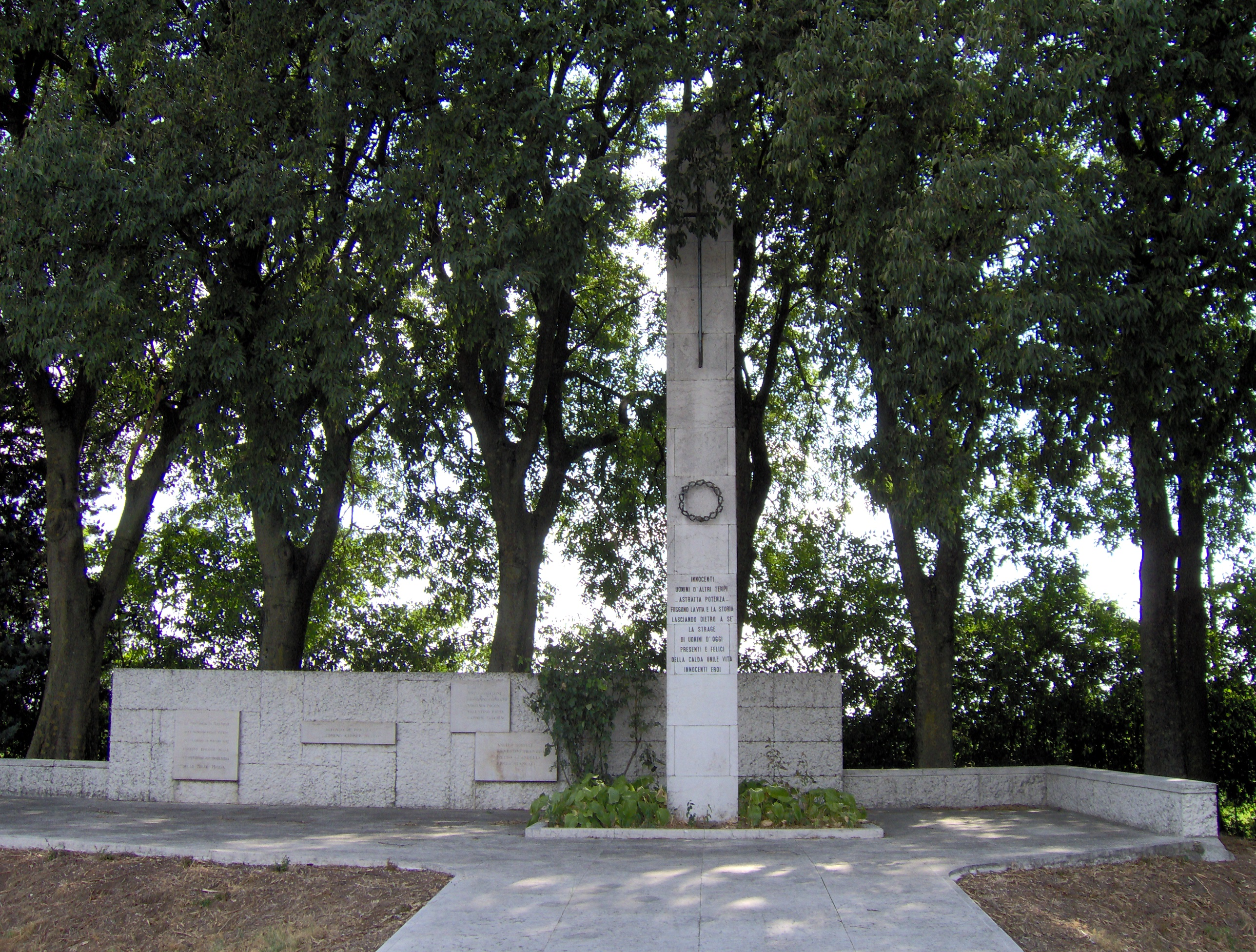
Pomnik upamiętniający ofiary wypadku w 1957 roku

Mille Miglia (z włoskiego: tysiąc mil), w skrócie: MM – historyczny wyścig wytrzymałościowy przebiegający drogami publicznymi północnych Włoch, organizowany w latach 1927–1957 (trzynaście razy przed II wojną światową i jedenaście razy po roku 1947). Wśród kierowców najwięcej razy triumfował Clemente Biondetti.
W przeciwieństwie do nowoczesnych rajdów, w Mille Miglia samochody o mniejszej pojemności skokowej i wolniejsze startowały jako pierwsze. Dzięki temu organizatorzy zminimalizowali okres, kiedy to drogi musiały zostać zamknięte, a ratownicy i obsługa wyścigu pełniła swoje funkcje.
Z organizacji wyścigu zrezygnowano po dwóch śmiertelnych wypadkach w czasie wyścigu w 1957 roku, w których zginęło łącznie 12 osób.
- Pierwszy wypadek wydarzył się w Guidizzolo. W wypadku zginął hiszpański kierowca Alfonso de Portago (Ferrari), jego nawigator Edmund Nelson oraz dziewięciu widzów, w tym piątka dzieci.
- Drugi wypadek samochodowy, miał miejsce w Brescia. W wypadku zginął Joseph Göttgens (Triumph TR 3).

Od 1977 roku wznowiony jako „Mille Miglia Storica” – wyścig-parada przede wszystkim dla właścicieli historycznych samochodów sportowych wyprodukowanych przed 1957 rokiem. Wyścig odbywa się przede wszystkim drogami Lombardii i Toskanii na trasie Brescia-Rzym-Brescia.

## Lista zwycięzców Mille Miglia
| Rok       | Kierowca                                 | Pilot                                    | Samochód                                 | Zespół                                   | Prędkość                                 |
| --------- | ---------------------------------------- | ---------------------------------------- | ---------------------------------------- | ---------------------------------------- | ---------------------------------------- |
| 1927      | Ferdinando Minoia                        | Giuseppe Morandi                         | OM 665S                                  | Officine Meccaniche                      | 77,22 km/h                               |
| 1928      | Giuseppe Campari                         | Giulio Ramponi                           | Alfa Romeo 6C 1500 Sport Spider Zagato   | ?                                        | 84,10 km/h                               |
| 1929      | Giuseppe Campari                         | Giulio Ramponi                           | Alfa Romeo 6C 1750 SS Spider Zagato      | ?                                        | 89,67 km/h                               |
| 1930      | Tazio Nuvolari                           | Battista Guidotti                        | Alfa Romeo 6C 1750 SS Spider Zagato      | Alfa Corse                               | 100,43 km/h                              |
| 1931      | Rudolf Caracciola                        | Wilhelm Sebastian                        | Mercedes-Benz SSK                        | ?                                        | 101,13 km/h                              |
| 1932      | Baconin Borzacchini                      | Amedeo Bignami                           | Alfa Romeo 8C 2300 Spider Touring        | Alfa Romeo                               | 109,86 km/h                              |
| 1933      | Tazio Nuvolari                           | Decimo Compagnoni                        | Alfa Romeo 8C 2300 Spider Zagato         | Scuderia Ferrari                         | 108,54 km/h                              |
| 1934      | Achille Varzi                            | Amedeo Bignami                           | Alfa Romeo 8C 2600 Monza Spider Brianza  | Scuderia Ferrari                         | 114,29 km/h                              |
| 1935      | Carlo Maria Pintacuda                    | Alessandro Della Stufa                   | Alfa Romeo 8C 2900 Tipo B                | Scuderia Ferrari                         | 114,72 km/h                              |
| 1936      | Antonio Brivio                           | Carlo Ongaro                             | Alfa Romeo 8C 2900A                      | Scuderia Ferrari                         | 121,59 km/h                              |
| 1937      | Carlo Maria Pintacuda                    | Paride Mambelli                          | Alfa Romeo 8C 2900A                      | Scuderia Ferrari                         | 114,72 km/h                              |
| 1938      | Clemente Biondetti                       | Aldo Stefani                             | Alfa Romeo 8C 2900B Spider MM Touring    | Alfa Corse                               | 135,37 km/h                              |
| 1939      | wyścig się nie odbył                     | wyścig się nie odbył                     | wyścig się nie odbył                     | wyścig się nie odbył                     | wyścig się nie odbył                     |
| 1940      | Huschke von Hanstein                     | Walter Bäumer                            | BMW 328 Berlinetta Touring               | BMW Wercke                               | 166,69 km/h                              |
| 1941-1946 | wyścig się nie odbył (II wojna światowa) | wyścig się nie odbył (II wojna światowa) | wyścig się nie odbył (II wojna światowa) | wyścig się nie odbył (II wojna światowa) | wyścig się nie odbył (II wojna światowa) |
| 1947      | Clemente Biondetti                       | Emilio Romano                            | Alfa Romeo 8C 2900 B Berlinetta Touring  | zgłoszenie prywatne                      | 110,43 km/h                              |
| 1948      | Clemente Biondetti                       | Giuseppe Navone                          | Ferrari 166 S Coupe Allemano             | Scuderia Ferrari                         | 120,93 km/h                              |
| 1949      | Clemente Biondetti                       | Ettore Salani                            | Ferrari 166 MM Barchetta Touring         | Scuderia Ferrari                         | 131,18 km/h                              |
| 1950      | Giannino Marzotto                        | Marco Crosara                            | Ferrari 195 S Berlinetta Touring         | Scuderia Ferrari                         | 123.56 km/h                              |
| 1951      | Luigi Villoresi                          | Pasquale Cassani                         | Ferrari 340 America Berlinetta Vignale   | Scuderia Ferrari                         | 121,51 km/h                              |
| 1952      | Giovanni Bracco                          | Alfonso Rolfo                            | Ferrari 250 S Berlinetta Vignale         | Scuderia Ferrari                         | 128,56 km/h                              |
| 1953*     | Giannino Marzotto                        | Marco Crosara                            | Ferrari 340 MM Spider Vignale            | Scuderia Ferrari                         | 142.32 km/h                              |
| 1954*     | Alberto Ascari                           | –                                        | Lancia D24 Spider                        | Scuderia Lancia                          | 139,61 km/h                              |
| 1955*     | Stirling Moss                            | Denis Jenkinson                          | Mercedes-Benz 300 SLR                    | Daimler-Benz AG                          | 157,62 km/h                              |
| 1956*     | Eugenio Castellotti                      | –                                        | Ferrari 290 MM Spider Scaglietti         | Scuderia Ferrari                         | 137,41 km/h                              |
| 1957*     | Piero Taruffi                            | –                                        | Ferrari 315 Sport                        | Scuderia Ferrari                         | 152,63 km/h                              |

* – W latach 1953–1957 wyścig był zaliczany do Mistrzostw Świata Sportscar

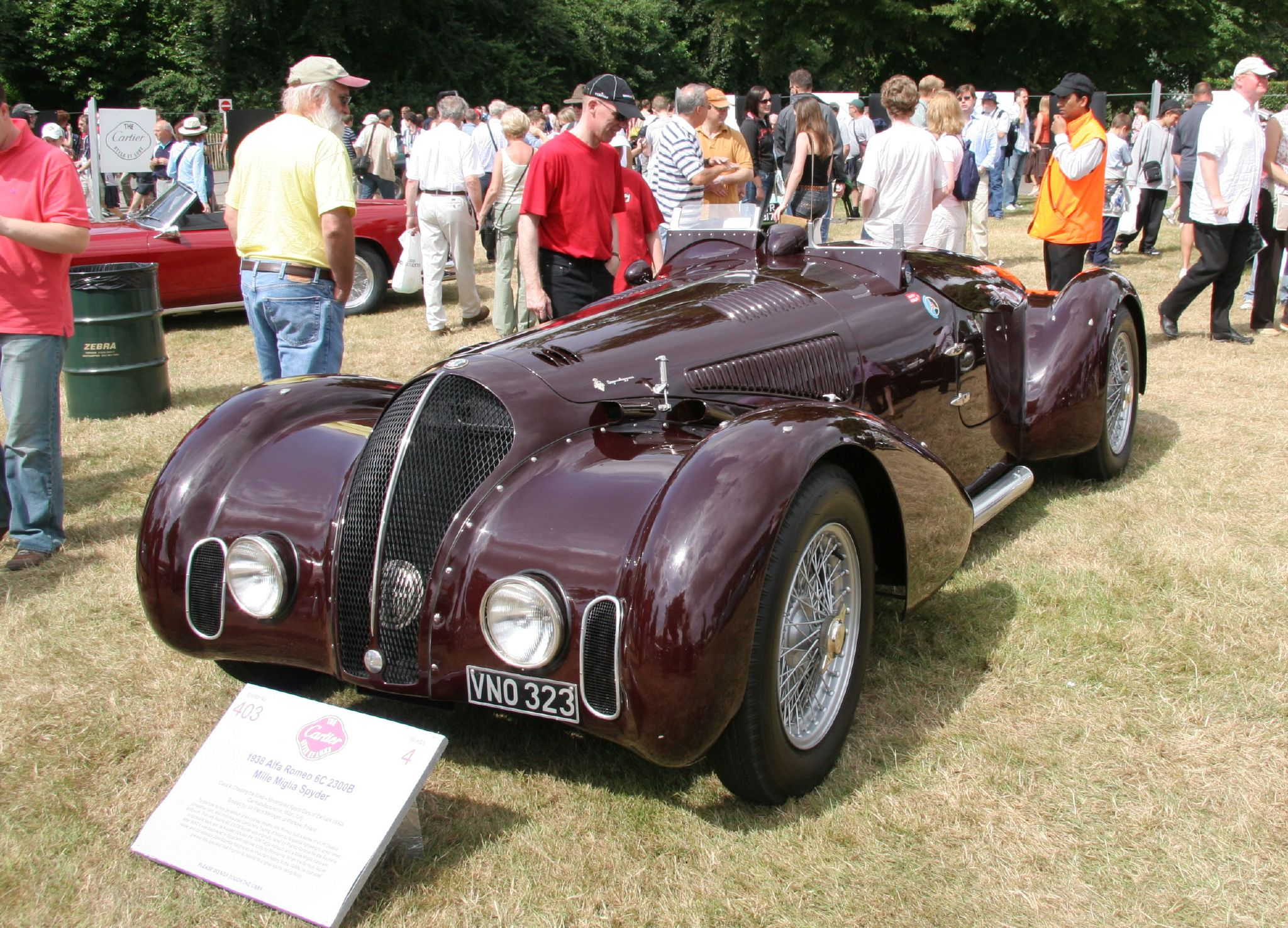
Alfa Romeo 6C 2300B Mille Miglia Spider, 1938

Liczba zwycięstw (kierowcy):
| Liczba zwycięstw | Kierowca              | Lata                   |
| ---------------- | --------------------- | ---------------------- |
| 4                | Clemente Biondetti    | 1938, 1947, 1948, 1949 |
| 2                | Giuseppe Campari      | 1928, 1929             |
| 2                | Giannino Marzotto     | 1950, 1953             |
| 2                | Tazio Nuvolari        | 1930, 1933             |
| 2                | Carlo Maria Pintacuda | 1935, 1937             |

Liczba zwycięstw (konstruktorzy):
| Liczba zwycięstw | Konstruktor   | Lata                                                             |
| ---------------- | ------------- | ---------------------------------------------------------------- |
| 11               | Alfa Romeo    | 1928, 1929, 1930, 1932, 1933, 1934, 1935, 1936, 1937, 1938, 1947 |
| 8                | Ferrari       | 1948, 1949, 1950, 1951, 1952, 1953, 1956, 1957                   |
| 2                | Mercedes-Benz | 1931, 1955                                                       |
| 1                | BMW           | 1940                                                             |
| 1                | Lancia        | 1954                                                             |
| 1                | OM            | 1927                                                             |